# Julien Arruti
Julien Arruti (Rueil-Malmaison, 25 novembre 1978) è un attore e sceneggiatore francese.

## Biografia
Nato a Rueil-Malmaison e cresciuto a La Celle-Saint-Cloud, Julien Arruti ha lavorato spesso con Philippe Lacheau, che lo ha diretto in Babysitting, Babysitting 2, Alibi.com e Supereroe per caso.

## Filmografia (parziale)

### Attore
- Il truffacuori (L'Arnacœur), regia di Pascal Chaumeil (2010)
- Parigi a tutti i costi (Paris à tout prix), regia di Reem Kherici (2013)
- Babysitting, regia di Nicolas Benamou e Philippe Lacheau (2014)
- Babysitting 2, regia di Nicolas Benamou e Philippe Lacheau (2015)
- Alibi.com, regia di Philippe Lacheau (2017)
- Sposami, stupido! (Épouse-moi mon pote), regia di Tarek Boudali (2017)
- Supereroe per caso (Super-héros malgré lui), regia di Philippe Lacheau (2021)
- 2 matrimoni alla volta (Alibi.com 2), regia di Philippe Lacheau (2023)
- 3 Jours max, regia di Tarek Boudali (2023)

### Sceneggiatore
- Babysitting, regia di Nicolas Benamou e Philippe Lacheau (2014)
- Babysitting 2, regia di Nicolas Benamou e Philippe Lacheau (2015)
- Alibi.com, regia di Philippe Lacheau (2017)
- Supereroe per caso (Super-héros malgré lui), regia di Philippe Lacheau (2021)

### Doppiatore
- Peter Rabbit,regia di Will Gluck (2018)
- Pets 2 - Vita da animali (The Secret Life of Pets 2), regia di Chris Renaud (2019)

## Doppiatori italiani
- Simone Crisari in Alibi.com
- Edoardo Stoppacciaro in 2 matrimoni alla volta
- Massimiliano Alto in Babysitting